# Persone di nome Ferdinando
| Questa pagina contiene informazioni ricavate automaticamente dalle voci biografiche con l'ausilio del template Bio e di un bot. L'aggiornamento è periodico e automatico e ricostruisce completamente la pagina. Se manca una persona in questa lista, sei pregato di non aggiungerla, ma accertati piuttosto che la sua voce biografica contenga il template Bio e che i dati anagrafici siano correttamente compilati. Se il template Bio manca, inseriscilo tu stesso o, in alternativa, metti l'avviso {{tmp\|Bio}} che ne segnala la mancanza. Se i dati riportati sono sbagliati, correggi direttamente la voce biografica; le modifiche saranno visibili in questa lista entro pochi giorni. Per chiarimenti vedi il progetto antroponimi. La lista contiene solo le 432 persone che sono citate nell'enciclopedia e per le quali è stato implementato correttamente il template Bio. Pagina aggiornata al 6 ago 2025. |

Questa è una lista di persone presenti nell'enciclopedia che hanno il nome Ferdinando, suddivise per attività principale.

## Allenatori di calcio(4)
- Ferdinando Coppola, allenatore di calcio e ex calciatore italiano (Napoli, n. 1978)
- Ferdinando Donati, allenatore di calcio e calciatore italiano (Peccioli, n. 1949 - Peccioli, † 2014)
- Ferdinando Riva, allenatore di calcio e calciatore svizzero (Coldrerio, n. 1930 - Chiasso, † 2014)
- Ferdinando Rossi, allenatore di calcio e ex calciatore italiano (Avenza, n. 1952)

## Allenatori di pallacanestro(1)
- Ferdinando Gentile, allenatore di pallacanestro e ex cestista italiano (Caserta, n. 1967)

## Allenatori di pallavolo(1)
- Ferdinando De Giorgi, allenatore di pallavolo e ex pallavolista italiano (Squinzano, n. 1961)

## Ambasciatori(1)
- Ferdinando Nelli Feroci, ambasciatore italiano (Pisa, n. 1946)

## Ammiragli(3)
- Ferdinando Acton, ammiraglio, nobile e politico italiano (Napoli, n. 1832 - Roma, † 1891)
- Ferdinando Casardi, ammiraglio e politico italiano (Barletta, n. 1887 - Barletta, † 1975)
- Ferdinando di Savoia-Genova, ammiraglio italiano (Torino, n. 1884 - Bordighera, † 1963)

## Antifascisti(1)
- Ferdinando Salvalai, antifascista e partigiano italiano (Orciano di Pesaro, n. 1922 - Massa Lombarda, † 1944)

## Arbitri di calcio(1)
- Ferdinando Reggiani, arbitro di calcio italiano (Castel San Pietro dell'Emilia, n. 1939 - † 2005)

## Archeologi(1)
- Ferdinando Castagnoli, archeologo italiano (Prato, n. 1917 - Marina di Pietrasanta, † 1988)

## Architetti(15)
- Ferdinando Albertolli, architetto italiano (Bedano, n. 1781 - Milano, † 1844)
- Ferdinando Bonsignore, architetto e disegnatore italiano (Torino, n. 1760 - Torino, † 1843)
- Ferdinando Caronesi, architetto italiano (Maccagno Superiore, n. 1794 - Torino, † 1842)
- Ferdinando Crivelli, architetto italiano (Bergamo, n. 1810 - Bergamo, † 1855)
- Ferdinando Sigismondo Delamonce, architetto francese (Monaco di Baviera, n. 1678 - Lione, † 1753)
- Ferdinando Forlay, architetto italiano (Milano, n. 1921 - Bologna, † 2011)
- Ferdinando Fuga, architetto italiano (Firenze, n. 1699 - Napoli, † 1782)
- Ferdinando Galli da Bibbiena, architetto e scenografo italiano (Bologna, n. 1657 - † 1743)
- Ferdinando Ghelli, architetto, scenografo e costumista italiano (Firenze, n. 1920 - Firenze, † 2016)
- Ferdinando Manlio, architetto, urbanista e ingegnere italiano (Napoli - Napoli)
- Ferdinando Mosca, architetto e intagliatore italiano (Pescocostanzo, n. 1685 - Sulmona, † 1773)
- Ferdinando Poggi, architetto italiano (Firenze, n. 1902 - Firenze, † 1986)
- Ferdinando Reggiori, architetto, archeologo e restauratore italiano (Milano, n. 1898 - Milano, † 1976)
- Ferdinando Ruggieri, architetto italiano (Firenze, n. 1691 - Firenze, † 1741)
- Ferdinando Sanfelice, architetto, pittore e nobile italiano (Napoli, n. 1675 - Napoli, † 1748)

## Archivisti(1)
- Ferdinando Meucci, archivista e storico della scienza italiano (Firenze, n. 1823 - Firenze, † 1893)

## Arcivescovi cattolici(8)
- Ferdinando Baldanzi, arcivescovo cattolico italiano (Prato, n. 1789 - Siena, † 1866)
- Ferdinando Bernardi, arcivescovo cattolico italiano (Castiglione Torinese, n. 1874 - Taranto, † 1961)
- Ferdinando Capponi, arcivescovo cattolico italiano (Firenze, n. 1835 - Pisa, † 1903)
- Ferdinando di Baviera, arcivescovo cattolico tedesco (Monaco di Baviera, n. 1577 - Arnsberg, † 1650)
- Ferdinando Fiandaca, arcivescovo cattolico italiano (Santa Caterina Villarmosa, n. 1857 - Santa Caterina Villarmosa, † 1941)
- Ferdinando Lambruschini, arcivescovo cattolico italiano (Sestri Levante, n. 1911 - Sestri Levante, † 1981)
- Ferdinando Minucci, arcivescovo cattolico italiano (Firenze, n. 1782 - Firenze, † 1856)
- Ferdinando Palatucci, arcivescovo cattolico italiano (Montella, n. 1915 - Montella, † 2005)

## Astrofisici(1)
- Ferdinando Patat, astrofisico italiano (Udine, n. 1966)

## Astronomi(3)
- Ferdinando Caliumi, astronomo italiano (Carpi, n. 1913 - † 1993)
- Ferdinando Flora, astronomo e storico della scienza italiano (Colle Sannita, n. 1902 - Milano, † 1968)
- Ferdinando Messia de Prado, astronomo italiano (Napoli, n. 1757 - Napoli, † 1810)

## Attori(4)
- Nando Angelini, attore e autore televisivo italiano (Porto d'Ascoli, n. 1933 - San Benedetto del Tronto, † 2025)
- Nando Gazzolo, attore e doppiatore italiano (Savona, n. 1928 - Nepi, † 2015)
- Nando Murolo, attore italiano (Napoli, n. 1938)
- Ferdinando Orlandi, attore italiano (n. 1925 - † 1991)

## Attori teatrali(1)
- Ferdinando Bruni, attore teatrale, regista teatrale e drammaturgo italiano (Gavirate, n. 1952)

## Aviatori(1)
- Ferdinando Bonazzi, aviatore e militare italiano (Reggio Emilia, n. 1886 - Due Carrare, † 1919)

## Avvocati(4)
- Ferdinando Andreucci, avvocato e politico italiano (Siena, n. 1806 - Firenze, † 1888)
- Ferdinando Margutti, avvocato e politico italiano (Fiamignano, n. 1934 - Avezzano, † 2020)
- Ferdinando Marinelli, avvocato e politico italiano (San Severo, n. 1924 - Torremaggiore, † 1999)
- Ferdinando Trigona Della Floresta, avvocato e politico italiano (Caltanissetta, n. 1901 - † 1963)

## Batteristi(1)
- Ferdinando Masi, batterista italiano (Milano, n. 1964)

## Bibliografi(1)
- Ferdinando Gerra, bibliografo, saggista e attore italiano (Torino, n. 1901 - Roma, † 1979)

## Bobbisti(1)
- Ferdinando Piani, ex bobbista italiano

## Botanici(1)
- Ferdinando Bassi, botanico italiano (Bologna, n. 1710 - † 1774)

## Briganti(1)
- Ferdinando Mittiga, brigante italiano (Platì, n. 1826 - Natile, † 1861)

## Calciatori(22)
- Ferdinando Apap, calciatore maltese (n. 1992)
- Ferdinando Bozzi, calciatore italiano (Monfalcone, n. 1957 - Mattie, † 2025)
- Ferdinando Chiapirone, calciatore italiano (La Spezia, n. 1883 - Pisa, † 1936)
- Ferdinando Contini, calciatore italiano (Modena, n. 1900 - Modena, † 1977)
- Ferdinando Dal Pont, calciatore e allenatore di calcio italiano (Udine, n. 1911 - Udine, † 1985)
- Ferdinando Di Stefano, calciatore italiano (Milano, n. 1940 - Taranto, † 2019)
- Ferdinando Gasparini, ex calciatore italiano (Venezia, n. 1969)
- Ferdinando Innocenti, calciatore italiano (Pistoia, n. 1909 - Pistoia, † 2001)
- Ferdinando Mangili, ex calciatore italiano (Rezzato, n. 1943)
- Ferdinando Miniussi, calciatore italiano (Cervignano del Friuli, n. 1940 - Cervignano del Friuli, † 2001)
- Ferdinando Pastore, calciatore italiano (Napoli, n. 1923 - Napoli, † 2008)
- Ferdinando Pereira Leda, ex calciatore brasiliano (Grajaú, n. 1980)
- Ferdinando Piro, calciatore italiano (Napoli, n. 1977)
- Ferdinando Pomati, calciatore italiano (Genova, n. 1899 - Genova, † 1965)
- Ferdinando Rebecchi, calciatore italiano (Collecchio, n. 1897)
- Ferdinando Santagostino, calciatore italiano (Vercelli, n. 1909 - Rapallo, † 1991)
- Ferdinando Santarello, calciatore italiano (Venezia, n. 1910 - Venezia, † 1975)
- Ferdinando Seriolo, calciatore italiano (Genova, n. 1902 - Genova, † 1970)
- Ferdinando Signorelli, ex calciatore italiano (Napoli, n. 1967)
- Ferdinando Trabattoni, calciatore italiano (Milano, n. 1903 - Milano, † 1980)
- Fernando Viola, calciatore italiano (Torrazza Piemonte, n. 1951 - Roma, † 2001)
- Ferdinando Vitofrancesco, calciatore italiano (Foggia, n. 1988)

## Canottieri(1)
- Ferdinando Smerghetto, canottiere italiano (Venezia, n. 1927 - Venezia, † 1993)

## Cantanti(2)
- Crivel, cantante italiano (Milano, n. 1889 - Milano, † 1960)
- Ferdinando Rubino, cantante italiano (Napoli, n. 1893 - Napoli, † 1972)

## Cardinali(10)
- Ferdinando d'Adda, cardinale italiano (Milano, n. 1650 - Roma, † 1719)
- Ferdinando Giuseppe Antonelli, cardinale e arcivescovo cattolico italiano (Subbiano, n. 1896 - Roma, † 1993)
- Ferdinando d'Asburgo, cardinale, arcivescovo cattolico e generale spagnolo (San Lorenzo de El Escorial, n. 1609 - Bruxelles, † 1641)
- Ferdinando Nuzzi, cardinale e arcivescovo cattolico italiano (Orte, n. 1645 - Orvieto, † 1717)
- Ferdinando Maria Pignatelli, cardinale e arcivescovo cattolico italiano (Napoli, n. 1770 - Palermo, † 1853)
- Ferdinando Ponzetti, cardinale e vescovo cattolico italiano (Firenze, n. 1444 - Roma, † 1527)
- Ferdinando Maria de' Rossi, cardinale e patriarca cattolico italiano (Cortona, n. 1696 - Roma, † 1775)
- Ferdinando Maria Saluzzo, cardinale e arcivescovo cattolico italiano (Napoli, n. 1744 - Roma, † 1816)
- Ferdinando Taverna, cardinale e vescovo cattolico italiano (Milano, n. 1558 - Novara, † 1619)
- Ferdinando I de' Medici, cardinale italiano (Firenze, n. 1549 - Firenze, † 1609)

## Chirurghi(1)
- Ferdinando Palasciano, chirurgo e politico italiano (Capua, n. 1815 - Napoli, † 1891)

## Chitarristi(1)
- Ferdinando Carulli, chitarrista e compositore italiano (Napoli, n. 1770 - Parigi, † 1841)

## Collezionisti d'arte(1)
- Ferdinando Salce, collezionista d'arte italiano (Treviso, n. 1877 - Treviso, † 1962)

## Compositori(10)
- Ferdinando Arnò, compositore, arrangiatore e produttore discografico italiano (Manduria, n. 1959)
- Ferdinando Bertoni, compositore italiano (Salò, n. 1725 - Desenzano del Garda, † 1813)
- Ferdinando Giorgetti, compositore e violinista italiano (Firenze, n. 1796 - Firenze, † 1867)
- Ferdinando Maberini, compositore italiano (Ortonovo, n. 1886 - Sarzana, † 1956)
- Ferdinando Orlandi, compositore italiano (Parma, n. 1774 - Parma, † 1848)
- Ferdinando Paër, compositore italiano (Parma, n. 1771 - Parigi, † 1839)
- Ferdinando Paini, compositore italiano (Valera, n. 1773)
- Ferdinando Provesi, compositore e organista italiano (Parma, n. 1770 - Busseto, † 1833)
- Ferdinando Richardson, compositore inglese († 1618)
- Ferdinando del Re, compositore italiano (San Severo, n. 1839 - San Severo, † 1887)

## Coreografi(1)
- Ferdinando Pratesi, coreografo italiano (Bologna, n. 1831 - Milano, † 1879)

## Diplomatici(4)
- Ferdinando Colonna di Stigliano, II principe di Stigliano, diplomatico italiano (Napoli, n. 1785 - Napoli, † 1834)
- Ferdinando Marescalchi, diplomatico e politico italiano (Bologna, n. 1754 - Modena, † 1816)
- Ferdinando Salleo, diplomatico italiano (Messina, n. 1936)
- Ferdinand von Trauttmansdorff, diplomatico e politico austriaco (Vienna, n. 1749 - Vienna, † 1827)

## Dirigenti d'azienda(1)
- Ferdinando Valletti, dirigente d'azienda, calciatore e partigiano italiano (Verona, n. 1921 - Milano, † 2007)

## Dirigenti sportivi(4)
- Ferdinando Lucchesi-Palli, dirigente sportivo e diplomatico italiano (Napoli, n. 1860 - Napoli, † 1922)
- Ferdinando Minucci, dirigente sportivo italiano (Chiusdino, n. 1953)
- Ferdinando Ruffini, dirigente sportivo e ex calciatore italiano (Giulianova, n. 1961)
- Ferdinando Sforzini, dirigente sportivo e ex calciatore italiano (Tivoli, n. 1984)

## Dogi(1)
- Ferdinando Spinola, doge italiano (Genova, n. 1692 - Genova, † 1778)

## Drammaturghi(1)
- Ferdinando Fontana, commediografo, librettista e scrittore italiano (Milano, n. 1850 - Lugano, † 1919)

## Ebanisti(1)
- Ferdinando Magagnini, ebanista e architetto italiano (Livorno, n. 1801 - Livorno, † 1874)

## Economisti(2)
- Ferdinando Galiani, economista italiano (Chieti, n. 1728 - Napoli, † 1787)
- Ferdinando Targetti, economista e politico italiano (Moltrasio, n. 1945 - Milano, † 2011)

## Editori(1)
- Ferdinando Ongania, editore italiano (Venezia, n. 1842 - Sankt Moritz, † 1911)

## Esploratori(2)
- Ferdinando Dal Verme, esploratore e ingegnere italiano (Milano, n. 1846 - Bagamoyo, † 1873)
- Ferdinando Magellano, esploratore e navigatore portoghese (Porto, n. 1480 - Mactan, † 1521)

## Etnografi(1)
- Ferdinand Blumentritt, etnografo, educatore e scrittore austro-ungarico (Praga, n. 1853 - Litoměřice, † 1913)

## Filosofi(2)
- Ferdinando Abbri, filosofo e storico della scienza italiano (Agliana, n. 1951)
- Ferdinando da Cordova, filosofo spagnolo (Cordova, n. 1425 - Roma, † 1485)

## Fisici(2)
- Ferdinando Amman, fisico italiano (Milano, n. 1929 - Pavia, † 2022)
- Ferdinando Brusotti, fisico e inventore italiano (Rosasco, n. 1839 - Pavia, † 1899)

## Fotografi(2)
- Ferdinando Fino, fotografo italiano (Torino, n. 1872 - † 1918)
- Ferdinando Scianna, fotografo e fotoreporter italiano (Bagheria, n. 1943)

## Francescani(1)
- Ferdinando Antonio Lazzari, francescano e compositore italiano (Bologna, n. 1678 - Bologna, † 1754)

## Francesisti(1)
- Ferdinando Neri, francesista e storico della filosofia italiano (Chiusaforte, n. 1880 - Torino, † 1954)

## Fumettisti(2)
- Ferdinando Corbella, fumettista italiano (Milano, n. 1915 - Gavirate, † 1995)
- Ferdinando Tacconi, fumettista italiano (Milano, n. 1922 - † 2006)

## Generali(10)
- Ferdinando Beneventano del Bosco, generale italiano (Palermo, n. 1813 - Napoli, † 1881)
- Ferdinando De Masellis, generale e aviatore italiano (Avellino, n. 1874 - Napoli, † 1960)
- Ferdinando di Brunswick-Wolfenbüttel, generale tedesco (Wolfenbüttel, n. 1721 - Braunschweig, † 1792)
- Ferdinando Carlo Giuseppe d'Austria-Este, generale austriaco (Milano, n. 1781 - Altmünster, † 1850)
- Ferdinando Bonaventura von Harrach, generale e politico austriaco (Gmunden, n. 1708 - Vienna, † 1778)
- Ferdinando Lanza, generale italiano (Nocera dei Pagani, n. 1788 - Napoli, † 1865)
- Ferdinando Maffei di Boglio, generale italiano (Torino, n. 1802 - Torino, † 1856)
- Ferdinando Filippo d'Orléans, generale francese (Palermo, n. 1810 - Neuilly-sur-Seine, † 1842)
- Ferdinando Augusto Pinelli, generale, storico e politico italiano (Roma, n. 1810 - Bologna, † 1865)
- Ferdinando Raffaelli, generale italiano (Roma, n. 1899 - † 1981)

## Geografi(1)
- Ferdinando de Luca, geografo, matematico e politico italiano (Serracapriola, n. 1785 - Napoli, † 1869)

## Ginecologi(1)
- Ferdinand Adolf Kehrer, ginecologo tedesco (Guntersblum, n. 1837 - Heidelberg, † 1914)

## Ginnasti(1)
- Ferdinando Mandrini, ginnasta italiano (Milano, n. 1897 - Milano, † 1980)

## Giornalisti(8)
- Ferdinando Bosso, giornalista, politico e partigiano italiano (Napoli, n. 1878 - Parigi, † 1967)
- Ferdinando Caioli, giornalista, poeta e critico letterario italiano (Catania, n. 1898 - Catania, † 1972)
- Ferdinando Delor, giornalista e scrittore italiano (Agen, n. 1838 - Vigevano, † 1913)
- Ferdinando Ardengo Maffia, giornalista italiano (Bari, n. 1935 - Bari, † 1999)
- Ferdinando Meomartini, giornalista, pilota automobilistico e saggista italiano (Benevento, n. 1908 - Rozzano, † 2003)
- Ferdinando Petruccelli della Gattina, giornalista, scrittore e patriota italiano (Moliterno, n. 1815 - Parigi, † 1890)
- Nando Sanvito, giornalista italiano (Carate Brianza, n. 1957)
- Ferdinando Vegas, giornalista e giurista italiano (Catania, n. 1916 - Milano, † 1984)

## Giuristi(5)
- Ferdinando Bianchi, giurista italiano (Parma, n. 1854 - Valera, † 1896)
- Ferdinando Carbone, giurista, magistrato e funzionario italiano (Mola di Bari, n. 1900 - Roma, † 1990)
- Ferdinando Corradini, giurista e economista italiano (Melfi, n. 1731 - Napoli, † 1801)
- Ferdinando Dal Pozzo, giurista e politico italiano (Moncalvo, n. 1768 - Torino, † 1843)
- Ferdinando Tozzi, giurista italiano (Napoli, n. 1977)

## Illustratori(1)
- Ferdinando Palermo, illustratore, fumettista e compositore italiano (Catania, n. 1915 - Milano, † 1988)

## Imperatori(3)
- Ferdinando I d'Asburgo, imperatore (Alcalá de Henares, n. 1503 - Vienna, † 1564)
- Ferdinando II d'Asburgo, imperatore (Graz, n. 1578 - Vienna, † 1637)
- Ferdinando III d'Asburgo, imperatore (Graz, n. 1608 - Vienna, † 1657)

## Imprenditori(11)
- Ferdinando Bocca, imprenditore e politico italiano (Torino, n. 1870 - Torino, † 1935)
- Ferdinando Bocconi, imprenditore e politico italiano (Milano, n. 1836 - Milano, † 1908)
- Ferdinando Cesaroni, imprenditore e politico italiano (Jesi, n. 1836 - Perugia, † 1912)
- Ferdinando Innocenti, imprenditore italiano (Pescia, n. 1891 - Milano, † 1966)
- Ferdinando Nunziante di San Ferdinando, imprenditore, giornalista e politico italiano (Napoli, n. 1863 - Napoli, † 1941)
- Ferdinando Peretti, imprenditore italiano (Borgo San Donnino, n. 1896 - Monte Carlo, † 1977)
- Ferdinando Maria Perrone, imprenditore e patriota italiano (Alessandria, n. 1847 - Genova, † 1908)
- Ferdinando Pistorius, imprenditore italiano (Stoccarda, n. 1841 - Melegnano, † 1884)
- Ferdinando Pozzani, imprenditore e dirigente sportivo italiano (Porto Cesareo, n. 1896 - Milano, † 1962)
- Ferdinando Quartieri, imprenditore e politico italiano (Bagnone, n. 1865 - Milano, † 1936)
- Ferdinando Resta Pallavicino, imprenditore e politico italiano (Milano, n. 1860 - Trecella, † 1933)

## Incisori(1)
- Ferdinando Gregori, incisore italiano (Firenze, n. 1743 - Firenze, † 1804)

## Ingegneri(3)
- Ferdinando Forlai, ingegnere italiano (San Felice sul Panaro, n. 1925 - Imola, † 2014)
- Ferdinando Forlati, ingegnere e architetto italiano (Verona, n. 1882 - Venezia, † 1975)
- Ferdinando Lori, ingegnere italiano (Macerata, n. 1869 - Macerata, † 1947)

## Inventori(1)
- Ferdinando Negri, inventore italiano

## Latinisti(1)
- Ferdinando Porretti, latinista, scrittore e teologo italiano (Padova, n. 1684 - Padova, † 1741)

## Letterati(2)
- Ferdinando Ranalli, letterato, storico e critico letterario italiano (Nereto, n. 1813 - Pozzolatico, † 1894)
- Ferdinando Toderini, letterato italiano (n. 1727)

## Linguisti(1)
- Ferdinando Bracciforti, linguista e patriota italiano (Fermo, n. 1827 - Milano, † 1907)

## Maestri di scherma(1)
- Ferdinando Meglio, maestro di scherma e ex schermidore italiano (Napoli, n. 1959)

## Magistrati(2)
- Ferdinando Imposimato, magistrato, politico e avvocato italiano (Maddaloni, n. 1936 - Roma, † 2018)
- Ferdinando Rocco, magistrato italiano (Roma, n. 1881 - Roma, † 1967)

## Matematici(4)
- Ferdinando Aschieri, matematico italiano (Modena, n. 1844 - Pavia, † 1907)
- Ferdinando di Diano, matematico, filosofo e teologo italiano (Siderno)
- Ferdinando Foggi, matematico italiano (Livorno, n. 1787 - Pisa, † 1859)
- Ferdinando Piretti, matematico italiano

## Medici(9)
- Ferdinando Carbonai, medico italiano (Livorno, n. 1805 - San Felice a Ema, † 1855)
- Ferdinando Coletti, medico italiano (Tai di Cadore, n. 1819 - Padova, † 1881)
- Ferdinando Di Orio, medico e politico italiano (Roma, n. 1948)
- Ferdinando Livini, medico italiano (Colle di Val d'Elsa, n. 1868 - † 1947)
- Ferdinando Micheli, medico e patologo italiano (Carrara, n. 1872 - Torino, † 1937)
- Ferdinando Nicoletti, medico e farmacologo italiano (Catania, n. 1959)
- Ferdinando Rodriquez, medico e scrittore italiano (Lipari, n. 1814 - † 1864)
- Ferdinando Ugolotti, medico e psichiatra italiano (Parma, n. 1874 - Pesaro, † 1969)
- Ferdinando Zannetti, medico e chirurgo italiano (Monte San Savino, n. 1801 - Firenze, † 1881)

## Mezzofondisti(1)
- Ferdinando Vicari, ex mezzofondista italiano (Taurianova, n. 1973)

## Militari(15)
- Ferdinando Burlando, militare, partigiano e avvocato italiano (Torino, n. 1923 - Roma, † 2014)
- Ferdinando Camuncoli, militare italiano (Milano, n. 1927 - Colle dell'Acqua Buona, † 1944)
- Ferdinando Cavriani, militare italiano (Mantova, n. 1625 - Mantova, † 1695)
- Ferdinando Del Carretto di Novello, militare e politico italiano (Napoli, n. 1865 - Napoli, † 1937)
- Ferdinando Farina, militare e politico italiano (La Spezia, n. 1877 - Roma, † 1964)
- Ferdinando Carlo Vittorio d'Austria-Este, militare austriaco (Modena, n. 1821 - Brno, † 1849)
- Ferdinando I Folch de Cardona, militare spagnolo (Arbeca, n. 1469 - Barcellona, † 1543)
- Ferdinando Natoni, militare italiano (Roma, n. 1902 - Roma, † 2000)
- Ferdinando Podda, militare italiano (Loceri, n. 1892 - monte Zebio, † 1917)
- Ferdinando Ramognini, militare, funzionario e politico italiano (Sassello, n. 1829 - Genova, † 1898)
- Ferdinando Raucci, militare italiano (Roma, n. 1891 - Albania, † 1943)
- Ferdinando Rosei, militare, aviatore e partigiano italiano (Corbara, n. 1916 - Milano, † 1980)
- Ferdinando Sguerri, ufficiale italiano (Torino, n. 1930)
- Ferdinando Visconti, militare, geografo e cartografo italiano (Palermo, n. 1772 - Napoli, † 1847)
- Ferdinando Federico Augusto di Württemberg, militare (Treptow an der Rega, n. 1763 - Wiesbaden, † 1834)

## Miniatori(1)
- Ferdinando Quaglia, miniatore e litografo italiano (Piacenza, n. 1780 - Parigi, † 1853)

## Missionari(1)
- Ferdinando Guercilena, missionario e vescovo cattolico italiano (Montodine, n. 1899 - Lecco, † 1973)

## Monaci cristiani(1)
- Ferdinando Ughelli, monaco cristiano, abate e storico italiano (Firenze, n. 1595 - Roma, † 1670)

## Musicisti(2)
- Ferdinando Forino, musicista, violoncellista e compositore italiano (Napoli, n. 1837 - Roma, † 1905)
- Ferdinando Scopacasa, musicista italiano (Benestare, n. 1918 - † 1986)

## Nobili(39)
- Ferdinando Arborio Gattinara di Breme, nobile, entomologo e politico italiano (Milano, n. 1807 - Firenze, † 1869)
- Ferdinando d'Assia-Homburg, nobile (Homburg, n. 1783 - Homburg, † 1866)
- Ferdinando I Carafa, nobile italiano (Nocera dei Pagani, † 1558)
- Ferdinando II Carafa, nobile italiano (Nocera dei Pagani, † 1593)
- Ferdinando Colonna di Stigliano, II principe di Sonnino, nobile italiano (Napoli, n. 1695 - Napoli, † 1775)
- Ferdinando Cospi, nobile, politico e collezionista d'arte italiano (Bologna, n. 1606 - Bologna, † 1686)
- Ferrante d'Este, nobile e condottiero italiano (Napoli, n. 1477 - Ferrara, † 1540)
- Ferrante della Marra, nobile e genealogista italiano (Napoli)
- Ferdinando de la Cerda, nobile (Valladolid, n. 1255 - Ciudad Real, † 1275)
- Ferdinando d'Aragona, nobile (Perpignano, n. 1278 - Glarentza, † 1316)
- Ferdinando di Baviera, nobile (Madrid, n. 1884 - Madrid, † 1958)
- Ferdinando Carlo Ludovico d'Asburgo-Lorena, nobile austriaco (Vienna, n. 1868 - Monaco di Baviera, † 1915)
- Ferdinando di Borbone-Spagna, nobile spagnolo (El Escorial, n. 1824 - Brunnsee, † 1861)
- Ferdinando I di Parma, nobile italiano (Colorno, n. 1751 - Fontevivo, † 1802)
- Ferdinando I di Bulgaria, nobile e politico austriaco (Vienna, n. 1861 - Coburgo, † 1948)
- Ferdinando III di Toscana, nobile italiano (Firenze, n. 1769 - Firenze, † 1824)
- Ferdinando IV di Toscana, nobile (Firenze, n. 1835 - Salisburgo, † 1908)
- Ferdinando Gonzaga, nobile e collezionista d'arte italiano (Mantova, n. 1587 - Mantova, † 1626)
- Ferdinando I Gonzaga, nobile italiano (Castiglione delle Stiviere, n. 1614 - Castiglione delle Stiviere, † 1675)
- Ferdinando II Gonzaga, nobile italiano (Solferino, n. 1648 - Venezia, † 1723)
- Ferdinando II Filippo Gonzaga, nobile italiano (n. 1643 - † 1672)
- Ferdinando di Gonzaga-Nevers, nobile francese (Charleville-Mézières, n. 1610 - Charleville-Mézières, † 1632)
- Ferdinando Gonzales, nobile spagnolo (Burgos, n. 910 - Burgos, † 970)
- Ferdinando Gorges, nobile britannico (Clerkenwell, n. 1565 - Ashton Phillips, † 1647)
- Ferdinando Hastings, VI conte di Huntingdon, nobile e politico inglese (n. 1609 - † 1655)
- Ferdinando Kettler, nobile lettone (Jelgava, n. 1655 - Danzica, † 1737)
- Ferdinando Moncada Aragona, nobile, politico e militare italiano (Madrid, n. 1644 - Madrid, † 1713)
- Ferdinando Bernualdo Filippo Orsini d'Aragona, nobile italiano (Solofra, n. 1685 - Roma, † 1734)
- Ferdinando Orsini, nobile italiano (Roma - Roma, † 1660)
- Ferdinando Stanley, V conte di Derby, nobile britannico († 1594)
- Ferdinando Strozzi, nobile, imprenditore e storico italiano (Firenze, n. 1821 - Firenze, † 1878)
- Ferdinando d'Aragona, nobile spagnolo (n. 1241 - Pomar, † 1275)
- Ferdinando d'Aragona, duca di Montalto, nobile e militare italiano
- Ferdinando Massimiliano di Baden-Baden, nobile tedesco (Baden-Baden, n. 1625 - Heidelberg, † 1669)
- Ferdinando Pio di Borbone-Due Sicilie, nobile italiano (Roma, n. 1869 - Lindau, † 1960)
- Ferdinando di Castiglia, nobile (n. 1238 - † 1264)
- Ferdinando Federico Egon di Fürstenberg-Heiligenberg, nobile tedesco (n. 1623 - Donaueschingen, † 1662)
- Ferdinando di Savoia-Genova, nobile e militare italiano (Firenze, n. 1822 - Torino, † 1855)
- Ferdinando van den Eynde, I marchese di Castelnuovo, nobile, mercante e collezionista d'arte italiano (forse a Napoli, n. 1626 - Napoli, † 1674)

## Operai(1)
- Sacco e Vanzetti, operaio e anarchico italiano (Torremaggiore, n. 1891 - Charlestown, † 1927)

## Organisti(3)
- Ferdinando Bonazzi, organista italiano (Milano, n. 1764 - Milano, † 1845)
- Fernando Germani, organista italiano (Roma, n. 1906 - Roma, † 1998)
- Ferdinando Gasparo Turrini, organista e compositore italiano (Salò, n. 1745 - Brescia, † 1829)

## Pallanuotisti(1)
- Ferdinando Gandolfi, ex pallanuotista italiano (Genova, n. 1967)

## Partigiani(3)
- Ferdinando Agnini, partigiano e antifascista italiano (Catania, n. 1924 - Roma, † 1944)
- Ferdinando Guerci, partigiano italiano (Parma, n. 1924 - Farini d'Olmo, † 1944)
- Ferdinando Prat, partigiano, politico e educatore italiano (Torino, n. 1916 - Torino, † 1986)

## Patrioti(7)
- Ferdinando Arrivabene, patriota, letterato e poeta italiano (Mantova, n. 1770 - Mantova, † 1834)
- Ferdinando Bianchi, patriota e presbitero italiano (Bianchi, n. 1797 - Napoli, † 1866)
- Ferdinando Cartellieri, patriota italiano (Milano, n. 1830 - Cavallasca, † 1859)
- Ferdinando Vincenzo Giovanni Ginnari, patriota italiano (Maratea, n. 1801)
- Ferdinando Lopez Fonseca, patriota e politico italiano (Potenza, n. 1822 - Firenze, † 1886)
- Ferdinando Maestri, patriota e politico italiano (Sala Baganza, n. 1786 - Torino, † 1860)
- Ferdinando Ruggi d'Aragona, patriota e nobile italiano (Salerno, n. 1760 - Napoli, † 1799)

## Pianisti(1)
- Ferdinando Coletti, pianista e compositore italiano (Napoli, n. 1843 - Roma, † 1876)

## Piloti automobilistici(2)
- Ferdinando Minoia, pilota automobilistico italiano (Milano, n. 1884 - Milano, † 1940)
- Ferdinando Monfardini, pilota automobilistico italiano (Isola della Scala, n. 1984)

## Pistard(1)
- Ferdinando Terruzzi, pistard italiano (Sesto San Giovanni, n. 1924 - Sarteano, † 2014)

## Pittori(12)
- Ferdinando Bellorini, pittore italiano (Laveno-Mombello, n. 1913 - Toscolano Maderno, † 2011)
- Ferdinando Boudard, pittore italiano (Parma, n. 1760 - Roma, † 1825)
- Ferdinando Brambilla, pittore e incisore italiano (Cassano d'Adda, n. 1763 - Madrid, † 1834)
- Ferdinando Buonamici, pittore italiano (Firenze, n. 1820 - Firenze, † 1892)
- Ferdinando Maria Campani, pittore italiano (Siena, n. 1702 - Siena, † 1771)
- Ferdinando Cavalleri, pittore italiano (Roma, n. 1794 - Roma, † 1865)
- Ferdinando Chevrier, pittore italiano (Livorno, n. 1920 - Livorno, † 2005)
- Ferdinando Cicconi, pittore italiano (Colli del Tronto, n. 1831 - † 1886)
- Nando Coletti, pittore, incisore e litografo italiano (Treviso, n. 1907 - Treviso, † 1979)
- Ferdinand Knab, pittore tedesco (Würzburg, n. 1837 - Monaco di Baviera, † 1902)
- Ferdinando Melani, pittore italiano (Firenze - Firenze)
- Ferdinando Porta, pittore italiano (Milano, n. 1687 - Milano, † 1763)

## Poeti(5)
- Ferdinando Donno, poeta italiano (Casalnuovo, n. 1591 - Casalnuovo, † 1649)
- Ferdinando Falco, poeta e scrittore italiano (Caivano, n. 1936 - Roma, † 2016)
- Ferdinando Russo, poeta e giornalista italiano (Napoli, n. 1866 - Napoli, † 1927)
- Ferdinando Santacatarina, poeta e scrittore italiano (Stefanaconi, n. 1808 - Vibo Valentia, † 1855)
- Ferdinando Saracinelli, poeta e librettista italiano (Orvieto, n. 1583 - Firenze, † 1640)

## Politici(46)
- Ferdinando Adornato, politico e giornalista italiano (Polistena, n. 1954)
- Ferdinando Agostini Venerosi della Seta, politico, patriota e militare italiano (Pisa, n. 1823 - Pisa, † 1852)
- Ferdinando Aiello, politico italiano (Cosenza, n. 1972)
- Dino Alberti, politico italiano (Brescia, n. 1982)
- Ferdinando Amiconi, politico italiano (Avezzano, n. 1910 - † 1987)
- Ferdinando Avogadro di Collobiano, politico italiano (Torino, n. 1833 - Vigliano Biellese, † 1904)
- Ferdinando Bartolommei, politico italiano (Firenze, n. 1821 - Firenze, † 1869)
- Ferdinando Bernini, politico italiano (San Secondo Parmense, n. 1891 - Bologna, † 1954)
- Ferdinando Cavalli, politico italiano (Chiari, n. 1810 - Padova, † 1888)
- Ferdinando Cazzamalli, politico italiano (Crema, n. 1887 - Como, † 1958)
- Ferdinando Clemente di San Luca, politico italiano (Napoli, n. 1925 - Napoli, † 2004)
- Ferdinando D'Ambrosio, politico italiano (Caivano, n. 1908 - † 1996)
- Ferdinando De Cinque, politico e avvocato italiano (Casoli, n. 1876 - Bologna, † 1950)
- Ferdinando De Franciscis, politico italiano (Marcianise, n. 1930)
- Ferdinando Di Nardo, politico e avvocato italiano (Napoli, n. 1918 - † 1996)
- Ferdinando Fabbri, politico italiano (San Mauro Pascoli, n. 1954)
- Ferdinando Facchiano, politico italiano (Ceppaloni, n. 1927 - Ceppaloni, † 2022)
- Ferdinando Fairfax, II lord Fairfax di Cameron, politico e generale inglese (Denton Hall, n. 1584 - Bolton Percy, † 1648)
- Ferdinando Ferri, politico italiano (Napoli, n. 1767 - Napoli, † 1857)
- Ferdinando Giuseppe Giuli Rosselmini Gualandi, politico italiano (Pisa, n. 1869 - Pisa, † 1957)
- Ferdinando Innamorati, politico e antifascista italiano (Belfiore di Foligno, n. 1877 - Foligno, † 1944)
- Ferdinando Isola, politico italiano (n. 1787 - † 1867)
- Ferdinando Latteri, politico e medico italiano (Palermo, n. 1945 - Catania, † 2011)
- Ferdinando Martini, politico italiano (San Marco di Lucca, n. 1889 - Roma, † 1953)
- Ferdinando Mezzasoma, politico e giornalista italiano (Roma, n. 1907 - Dongo, † 1945)
- Ferdinando Monroy, principe di Pandolfina, politico italiano (Palermo, n. 1814 - Palermo, † 1897)
- Ferdinando Negrini, politico e dirigente sportivo italiano (Roverbella, n. 1886 - Roma, † 1943)
- Ferdinando Panciatichi Ximenes d'Aragona, politico e architetto italiano (Firenze, n. 1813 - Reggello, † 1897)
- Ferdinando Pappalardo, politico italiano (Acquaviva delle Fonti, n. 1947)
- Ferdinando Pierazzi, politico italiano (Grosseto, n. 1898 - Bologna, † 1937)
- Ferdinando Pignataro, politico e sindacalista italiano (Taranto, n. 1956)
- Ferdinando Rosati, politico italiano (Molinara, n. 1898 - Benevento, † 1938)
- Ferdinando Rosellini, politico, matematico e botanico italiano (Pisa, n. 1814 - Casale, † 1872)
- Ferdinando Russo, politico italiano (Giuliana, n. 1930 - † 2024)
- Ferdinando Russo, politico italiano (Aversa, n. 1935)
- Ferdinando Salvatore Dino, politico italiano (Torre Annunziata, n. 1811 - Portici, † 1891)
- Ferdinando Scajola, politico italiano (Frascati, n. 1906 - Imperia, † 1962)
- Ferdinando Schettino, politico e saggista italiano (Frigento, n. 1941 - Sant'Angelo dei Lombardi, † 2013)
- Ferdinando Signorelli, politico e medico italiano (Roma, n. 1928 - Viterbo, † 2022)
- Ferdinando Stagno d'Alcontres, politico e banchiere italiano (Tremestieri, n. 1920 - Messina, † 1976)
- Ferdinando Stagno Monroy d'Alcontres, politico italiano (Tremestieri, n. 1876 - Messina, † 1953)
- Ferdinando Storchi, politico e sindacalista italiano (Verona, n. 1910 - Roma, † 1993)
- Ferdinando Targetti, politico italiano (Firenze, n. 1882 - † 1968)
- Ferdinando Troya, politico italiano (Napoli, n. 1786 - Napoli, † 1861)
- Ferdinando Vacchetta, politico e partigiano italiano (Torino, n. 1915 - Sanremo, † 1986)
- Ferdinando Veneziale, politico italiano (Longano, n. 1887 - Napoli, † 1946)

## Poliziotti(1)
- Ferdinando Danesi, poliziotto italiano (Montichiari, n. 1927 - Brescia, † 1970)

## Presbiteri(5)
- Ferdinando Maria Baccilieri, presbitero italiano (Campodoso, n. 1821 - Galeazza, † 1893)
- Ferdinando Fossi, presbitero, archivista e bibliotecario italiano (Firenze, n. 1720 - Prato, † 1800)
- Ferdinando Stocchi, presbitero, letterato e falsario italiano (Taverna, n. 1611 - Cosenza, † 1663)
- Ferdinando Tartaglia, presbitero, scrittore e teologo italiano (Parma, n. 1916 - Firenze, † 1988)
- Ferdinando Taxis, presbitero italiano (Trento, n. 1756 - Trento, † 1824)

## Principi(17)
- Ferdinando d'Asburgo, principe (Madrid, n. 1571 - Madrid, † 1578)
- Ferdinando d'Aviz, principe portoghese (Abrantes, n. 1507 - Abrantes, † 1534)
- Ferdinando Maria di Borbone-Due Sicilie, principe francese (Maciejowice, n. 1926 - Draguignan, † 2008)
- Ferdinando Giuseppe di Dietrichstein, principe austriaco (Vienna, n. 1636 - Vienna, † 1698)
- Ferdinando di Sassonia-Coburgo-Koháry, principe tedesco (Coburgo, n. 1785 - Vienna, † 1851)
- Ferdinando di Danimarca, principe danese (Copenaghen, n. 1792 - Copenaghen, † 1863)
- Ferdinando di Solms-Braunfels, principe tedesco (Braunfels, n. 1721 - Braunfels, † 1783)
- Ferdinando d'Aragona, principe italiano (Andria, n. 1488 - Valencia, † 1550)
- Ferdinando d'Aviz, principe portoghese (Almeirim, n. 1433 - Setúbal, † 1470)
- Ferdinando d'Aviz, principe portoghese (Santarem, n. 1402 - Fès, † 1443)
- Ferdinando d'Orléans, principe francese (Neuilly-sur-Seine, n. 1844 - Belmont, † 1910)
- Ferdinando d'Orléans, principe francese (Eu, n. 1884 - Randan, † 1924)
- Ferdinando de' Medici, principe italiano (Firenze, n. 1663 - Firenze, † 1713)
- Ferdinando d'Aragona, principe (Saragozza, n. 1190 - † 1249)
- Ferdinando Maria Innocenzo di Baviera, principe e generale tedesco (Bruxelles, n. 1699 - Monaco di Baviera, † 1738)
- Ferdinando di Castiglia, principe spagnolo (Cuenca, n. 1225 - Siviglia, † 1248)
- Ferdinando Guglielmo Eusebio di Schwarzenberg, principe (Bruxelles, n. 1652 - Vienna, † 1703)

## Psichiatri(1)
- Ferdinando Barison, psichiatra italiano (Padova, n. 1906 - Padova, † 1995)

## Psicologi(1)
- Ferdinando Montuschi, psicologo e pedagogista italiano (Imola, n. 1935)

## Registi(5)
- Ferdinando Baldi, regista e sceneggiatore italiano (Cava de' Tirreni, n. 1927 - Roma, † 2007)
- Ferdinando Cito Filomarino, regista e sceneggiatore italiano (Milano, n. 1986)
- Ferdinando Merighi, regista italiano (Roma, n. 1924)
- Ferdinando Maria Poggioli, regista e sceneggiatore italiano (Bologna, n. 1897 - Roma, † 1945)
- Ferdinando Vicentini Orgnani, regista, sceneggiatore e produttore cinematografico italiano (Milano, n. 1963)

## Religiosi(1)
- Ferdinando Bosio, religioso e patriota italiano (Castiglione delle Stiviere, n. 1824 - Milano, † 1879)

## Saggisti(1)
- Ferdinando Sallustio, saggista e personaggio televisivo italiano (n. 1965)

## Scenografi(1)
- Ferdinando Scarfiotti, scenografo italiano (Potenza Picena, n. 1941 - Los Angeles, † 1994)

## Scrittori(5)
- Ferdinando Balzarro, scrittore, karateka e maestro di karate italiano (Piacenza, n. 1944)
- Ferdinando Camon, scrittore italiano (Urbana, n. 1935)
- Ferdinando Carli, scrittore italiano (Parma, n. 1578 - Roma, † 1641)
- Ferdinando Martini, scrittore e politico italiano (Firenze, n. 1841 - Monsummano Terme, † 1928)
- Ferdinando Paolieri, scrittore, poeta e commediografo italiano (Firenze, n. 1878 - Firenze, † 1928)

## Scultori(1)
- Ferdinando Tacca, scultore italiano (Firenze, n. 1619 - Firenze, † 1686)

## Sindacalisti(1)
- Ferdinando Truzzi, sindacalista e politico italiano (Pegognaga, n. 1909 - Roma, † 2010)

## Sondaggisti(1)
- Nando Pagnoncelli, sondaggista italiano (Bergamo, n. 1959)

## Sovrani(18)
- Ferdinando IV di Castiglia, re spagnolo (Siviglia, n. 1285 - Jaén, † 1312)
- Ferdinando II di León, re (n. 1137 - Benavente, † 1188)
- Ferdinando I d'Austria, sovrano (Vienna, n. 1793 - Praga, † 1875)
- Ferdinando I delle Due Sicilie, re (Napoli, n. 1751 - Napoli, † 1825)
- Ferdinando I d'Aragona, re (Medina del Campo, n. 1380 - Igualada, † 1416)
- Ferdinando I di León, re (León, † 1065)
- Ferdinando I di Napoli, sovrano italiano (Valencia, n. 1423 - Napoli, † 1494)
- Ferdinando II delle Due Sicilie, re (Palermo, n. 1810 - Caserta, † 1859)
- Ferdinando II d'Aragona, re (Sos, n. 1452 - Madrigalejo, † 1516)
- Ferdinando II di Napoli, sovrano italiano (Napoli, n. 1467 - Napoli, † 1496)
- Ferdinando III di Castiglia, re (Zamora, n. 1201 - Siviglia, † 1252)
- Ferdinando IV d'Asburgo, re (Vienna, n. 1633 - Vienna, † 1654)
- Ferdinando VI di Spagna, re spagnolo (Madrid, n. 1713 - Villaviciosa de Odón, † 1759)
- Ferdinando VII di Spagna, re (San Lorenzo de El Escorial, n. 1784 - Madrid, † 1833)
- Ferdinando II de' Medici, sovrano italiano (Firenze, n. 1610 - Firenze, † 1670)
- Ferdinando I del Portogallo, re portoghese (Santarém, n. 1345 - Lisbona, † 1383)
- Ferdinando I di Romania, re (Sigmaringen, n. 1865 - Sinaia, † 1927)
- Ferdinando II del Portogallo, re (Vienna, n. 1816 - Lisbona, † 1885)

## Storici(3)
- Ferdinando Cordova, storico italiano (Reggio Calabria, n. 1938 - Grottaferrata, † 2011)
- Ferdinando Gabotto, storico italiano (Torino, n. 1866 - Torino, † 1918)
- Ferdinando Leopoldo Del Migliore, storico, letterato e falsario italiano (Firenze, n. 1628 - Firenze, † 1696)

## Storici dell'arte(1)
- Ferdinando Bologna, storico dell'arte italiano (L'Aquila, n. 1925 - Ocre, † 2019)

## Teologi(1)
- Ferdinando Tetamo, teologo e gesuita italiano (San Fratello, n. 1725 - † 1784)

## Traduttori(1)
- Ferdinando Carlesi, traduttore, critico letterario e scrittore italiano (Prato, n. 1879 - Firenze, † 1966)

## Tuffatori(1)
- Ferdinando Bezzi, tuffatore, nuotatore e dirigente sportivo italiano

## Umanisti(1)
- Ferdinando Trambaiolo, umanista italiano (Rovigo, n. 1914 - Roma, † 1973)

## Vescovi(1)
- Ferdinando d'Aragona, vescovo e santo spagnolo (Aragona, n. 1030 - Alvignano, † 1082)

## Vescovi cattolici(11)
- Ferdinando Baldelli, vescovo cattolico italiano (Pergola, n. 1886 - Roma, † 1963)
- Ferdinando Farnese, vescovo cattolico e diplomatico italiano (Latera, n. 1543 - Latera, † 1606)
- Ferdinando Farnese, vescovo cattolico italiano
- Ferdinando Serone, vescovo cattolico spagnolo (Gerona - † 1542)
- Ferdinando Tiburzio Gonzaga, vescovo cattolico italiano (Vescovato, n. 1611 - Mantova, † 1672)
- Ferdinando Longinotti, vescovo cattolico italiano (Tornolo, n. 1886 - Gravedona, † 1977)
- Ferdinando Maggioni, vescovo cattolico italiano (Monza, n. 1914 - Milano, † 1998)
- Ferdinando Fulgenzio Pasini, vescovo cattolico e missionario italiano (San Donà di Piave, n. 1897 - Gerusalemme, † 1985)
- Ferdinando Ricca, vescovo cattolico italiano (Vittoria, n. 1880 - † 1947)
- Ferdinando Rodolfi, vescovo cattolico italiano (San Zenone al Po, n. 1866 - Vicenza, † 1943)
- Ferdinando de Roxas, vescovo cattolico italiano (Curiel de Duero, n. 1650 - Vigevano, † 1685)

## Violinisti(1)
- Ferdinando Simonis, violinista e compositore italiano (Parma, n. 1773 - Parma, † 1837)

## Senza attività specificata(11)
- Ferdinando Carlo Antonio d'Asburgo-Lorena, duca (Castello di Schönbrunn, n. 1754 - Vienna, † 1806)
- Ferdinando II di Braganza, duca (n. 1430 - Évora, † 1483)
- Ferdinando I di Braganza, conte (n. 1403 - Vila Viçosa, † 1478)
- Ferdinando II d'Austria, duca (Linz, n. 1529 - Innsbruck, † 1595)
- Ferdinando Maria di Baviera, duca (Castello di Schleißheim, n. 1636 - Castello di Schleißheim, † 1679)
- Ferdinando d'Aragona, marchese (n. 1329 - Burriana, † 1363)
- Ferdinando del Portogallo, conte (Coimbra, n. 1188 - Noyon, † 1233)
- Ferdinando Carlo di Gonzaga-Nevers, duca italiano (Revere, n. 1652 - Padova, † 1708)
- Ferdinando Carlo d'Austria, conte (Innsbruck, n. 1628 - Caldaro, † 1662)
- Ferdinando Alberto I di Brunswick-Lüneburg, duca (Brunswick, n. 1636 - Bevern, † 1687)
- Ferdinando Alberto II di Brunswick-Lüneburg, duca (Bevern, n. 1680 - Braunschweig, † 1735)